# Back to the Universe
«Back to the Uníverse» (рус. Назад во вселенную) — еженедельная радиопередача, посвящённая электронной музыке. Её бессменный ведущий —  Мартин Ландерс (Сергей Тутов).
В «музыкальную жизнь» попал где-то в 1972 году. Инструменты: бандура, цимбалы, гитара, клавишные. С Электронной Музыкой познакомился в 1976 году. Первые опыты диджейской работы можно датировать 1978 годом.
C 1989 года в различных качествах работал на профессиональной московской сцене, имел совместные проекты  с различными композиторами, включая известного метра отечественной электроники  Эдуарда  Артемьева. В качестве музыканта работал в составе различных фолк- и рок коллективов.
10 апреля 1990 года на всесоюзной радиостанции «Смена» в эфир вышла его первая в СССР радиопередача, посвященная электронной музыке, «Мандариновая Волна». Два года спустя в эфир выходит его знаменитая радиопрограмма «Back To The Universe». В сумме, с 1990-го года, Мартин Ландерс был автором и ведущим девяти различных музыкальных радиопрограмм на шестнадцати радиостанциях.
C 1998 года постоянно работает как профессиональный DJ. Предпочтения: techno, tech house, minimal techno.
В марте 2005 года Мартин Ландерс организовал свой известный техно проект «Lator», который успешно просуществовал на техно-сцене шесть лет.
... «Дорога - это жизнь. Если вы не остановились на одном месте, если вы идете куда-то вперед, если вы движетесь к каким-то новым, в данном случае музыкальным горизонтам, то значит вы живете. Есть люди, достаточно взрослые люди, которые сегодня слушают ТОЛЬКО старый добрый рок, который они слушали 30 лет назад. Мне кажется, что это не совсем правильно... Наш мир постоянно меняется, наш музыкальный мир меняется вместе с нами, вместе с нашими условиями жизни. Судя по своим собственным впечатлениям, я могу сказать что Музыка меняла и трансформировала мою жизнь и мои мировоззрения постоянно. Особенно Электронная Музыка. Особый Мир, Особое состояние души. Это действительно целая Вселенная. Было время юношеского максимализма и безудержного бунтарства, когда мы всем своим видом, мыслями и поступками хотели выделиться на общем фоне. Мы слушали "другую" музыку, в отличие от большинства. Мы ходили в порваных джинсах еще в конце 70-х. А на майке под знаком пацифики красовалась надпись "Нет гонке вооружений!" Мы слушали Pink Floyd, Nazareth и Rainbow, в полной уверенности, что никакие скрипки и никакой джаз мы не будем слушать никогда... Было время, наверное, самообразования и роста. Менялись вкусы, взгляды и музыкальные пристрастия... И как-то джаз стал и не таким уж не интересным. И симфоническая музыка как-то стала поражать своей масштабностью и глубиной. Но при всем при этом Электроника почему-то стала для меня номером один. До конца понять и объяснить почему я этого, пожалуй, не смогу даже самому себе... Я очень люблю всю ту музыку, которая звучит в моих программах, я с удовольствием слушаю и рок 70-х, и джаз 50-х, но это совсем не мешает, а может даже и помогает, когда на танцполе я играю жесткий techno-house... Так что, давайте полноценно и адекватно воспринимать существующий музыкальный мир, как прошлого, так и настоящего. И я бы искренне пожелал  всем Вам, чтобы в Вашей душе мирно сосуществовали и Techno, и Штраус, и Beatles, и Deep Purple, и Frank Sinatra, и Tangerine Dream. Просто любите музыку!
...Если ваша душа приемлет этот бесконечно многогранный электронный мир, если вы нашли ту самую дверь в своем сознании и переступили порог, оказавшись среди теней и призраков ирреальных измерений, если вы не прочь окунуться в море калейдоскопических осколков реальности и вымысла, фантазии и мечты; если вы не прочь пройтись по сумеречным аллеям памяти, по лабиринтам и запутанным тропинкам полузабытых, полу стертых снов и видений - добро пожаловать в Электрическую Вселенную, добро пожаловать в Мир Иных Реальностей и Представлений... И не забывйте, что то, к чему мы прикасаемся - прикасается к нам... Я благодарен Богу и cудьбе, за то, что это произошло в моей жизни, за то, что я делаю  и, надеюсь, буду продолжать».
Мартин Ландерс (Сергей Тутов) :: DJ  :: музыкант  ::  радиожурналист :: специалист по электронной музыке
Радиопрограмма "Back To The Universe" впервые прозвучала на первой Российской FM радиостанции "Радио РОКС 103 FM" в апреле 1992 года.  В своей альма матер она выходила в эфир 6 лет.
Затем начался процесс плавного скольжения по FM волнам московского радиоэфира.
Нужно сказать, что радиопрограмма на любой радиостанции принимала несколько адаптированный вид к музыкальному формату той или иной радиостанции, на которой она звучала.
Так, на Престиж Радио в эфире программы звучало больше электронно-джазовых структур; на Открытом Радио большое внимание уделялось прогрессивному и арт року; на Станции и Динамите, естественно, я смещался в сторону танцевальных ритмов. Это "приспособленчество" было отчасти вынужденным, отчасти и нет. Я не изменял своим музыкальным вкусам никогда. Вот так и получалось, что эфиры BTTU менялись от станции к станции. Разумеется, менялся и трансформировался мой вкус и понятия тоже.
Самые "крутые" эфиры были на Станции 106.8FM и Открытом Радио 102.5FM. Целых 8 часов! Правда, последние два часа на Открытом Радио я "должен был" ставить уже не спокойные электрические ритмы, а приближаться к обычному линейному эфиру, к рок музыке. Но 8 часов "электрической свободы" в эфире - это было здорово!
В самом начале существования программы, в период 1992 - 1993 годов иногда мои авторские тексты в эфире читали Владимир Туз, Елена Ланская, Александр Белоногов, Алексей Неклюдов. Заглавный джингл программы ("открывашка") был записан специально для BTTU самим "мистером - секвенсором" Christopher Franke. Также, в эфире всегда звучало огромное количество джинглов и, так называемых, voice drop от известных электрических музыкантов со всего мира.
Наверное, в период 90-х эта радиопрограмма действительно была передовой, "продвинутой" и познавательной. Я представлял электронную музыку буквально со всех континентов; абсолютно новую, свежую, нигде больше не звучащую в тот момент времени. И брать её в те времена тоже было негде. В нашей стране. Да и сам я о ней никогда бы не узнал тоже, наверное. По крайней мере, просто о существовании даже каких-то имён. Ведь не было никакого интернета, никакой печатной информации... И в то время я получал тонны музыки и печатной информации непосредственно от музыкантов, композиторов и компаний грамзаписи со всех концов света... Так что, если Вы слушали эту программу в те далёкие времена - будьте уверены - вы были на самом гребне электронной волны, современной, актуальной и (не побоюсь этого слова) уникальной. Я просто делился с Вами музыкой, той, в которой научился немного разбираться, что-то понимать и которую слушаю всю свою жизнь. Спасибо Вам за наши ночные полёты...
Диапазон звучащих в программе произведений очень широк:
—от сольной акустической гитары - до эмбиентных аморфных полотен,
—от психоделических арт роковых пассажей - до секвенсорных ритмов традиционной Берлинской Электронной Школы,
—от трип-хопа до мягких и нежных мелодий Космической Музыки... От эксперимента к Традициям...От Темноты к Свету... Музыка для души, для отдыха, мечтаний, для путешествий по Интернету, для ночного полета в Безвременную Зону Звука, где вас встречает Мир Иных Реальностей и Представлений, где существует Другая Концепция Звука.
Программа выстраивается по принципу музыкального калейдоскопа, охватывая различные  жанры   и   направления. В программе создается специфическая атмосфера ночных настроений. В эфире звучит не только электронная музыка в классическом понимании этого термина. За годы существования программы автор выработал  собственный стиль и форму подачи материала,  наиболее  оптимальную для сведущих слушателей и для тех , кто сталкивается с  этой музыкой впервые.
Автор имеет десятки личных, дружеских и деловых связей с известными исполнителями  и  компаниями  грамзаписи  из многих стран мира.
90% используемых  музыкальных  материалов получены непосредственно от первоисточников и имеют авторское  разрешение на использование в данной программе от компаний  грамзаписи и исполнителей. По признанию некоторых зарубежных экспертов,  радиопрограмма в 90-х годах не уступала, а часто и  превосходила  аналогичные  радиошоу Германии, Бельгии, Англии и Америки. В "живом эфире" программы были отечественные музыканты и мировые звезды:
| Akikaze (Holland) . Black and Brown (Italy)                           |
| Bruno Heuze (Keyboards magazine). Carl Palmer (Emerson Lake & Palmer) |
| Didier Moruani (Space). Moscow Groove Institute (Russia)              |
| Forest (radio show Musical Starstream, USA)                           |
| GMEB French Experimental Music Group (France)                         |
| Jazzanova (Germany). Karlheinz Stockhausen (Germany)                  |
| Ken Hensley (Uriah Heep) . Fila Brazillia (England)                   |
| Kronos Quartet (USA) . Mezzoforte (Iceland)                           |
| Mixmaster Morris (England) . Uwe Flemming (Germany)                   |
| Paul Lansky (professor of Music by Stanford University)               |
| Peter Hammill (Van Der Graaf Generator)                               |
| Second Hand Band (Russia) . Suzanne Ciani (USA). Shakatak             |
| Ulrich Ruetzel (Erdenklang Musikverlag, Germany) . Дмитрий Гинзбург   |
| Андрей Денисов. Аркадий Шилклопер. Артемий Артемьев. Борис Деарт      |
| Вадим Пицунов. Владимир Рацкевич . Вячеслав Горский                   |
| Иван Смирнов . Михаил Смирнов . Тетрис . Эдуард Артемьев              |

О существующей радиопрограмме знает  большое количество зарубежных профессионалов. Об этом неоднократно  публиковались различные материалы, статьи и интервью в известных российских изданиях и в музыкальных журналах мира,  включая:
| Crystal Info (France)     | New Age Voice (USA)            |
| Dangerous Music (USA)     | Radio and Records (USA)        |
| DJ Дайджест (Russia)      | RPM (Spain)                    |
| Down Town (USA)           | Synthesis (USA)                |
| Downtown (Russia)         | Under the Flag (Belgium)       |
| Electronic Musician (USA) | Voyager (England)              |
| Eurock (USA)              | Waves (Germany)                |
| IE Music (USA)            | Афиша (Russia)                 |
| Generator (Poland)        | Вечерняя Москва (Russia)       |
| Keyboards (France)        | Компьютерра (Russia)           |
| Keyboard (USA)            | Московский Комсомолец (Russia) |
| KLEM (Holland)            | Не Спать (Russia)              |
| Life Style (Russia)       | Огонек (Russia)                |
| Music Box (Russia)        | Птюч (Russia)                  |
| Mucisworks (Canada)       | Разгуляй (Russia)              |

Творческий багаж :::
- гитарист
- руководитель камерного театра пантомимы и теней
- звукорежиссер
- администратор концертно-зрелищных мероприятий
- режиссер – постановщик видеоклипов центра Стаса Намина
- участник первой техно акции в Москве «Gagarin Party»
- музыкальный редактор телевизионной программы Олега Вакуловского «Де-факто», телеканал «Россия»
-  музыкальный редактор  программы «Русский Бой», телеканал «Россия»
- автор-ведущий радио- и телепрограмм  об  электронной  музыке
- курс лекций об электронной музыке в Академии имени Гнесиных
- лауреат II Всероссийского Конкурса СМИ «Гонг Масс Медиа 1995», номинация «Лучший Радиожурналист»
- программный директор «Радио РОКС 103FM»
- организатор музыкальных фестивалей «Ahmad Tea Music»
-  автор беспрецедентного проекта «Тапёр XXI века»
- «фирменный Голос» «Радио Джаз 89.1FM»
- резидент  клубов и  DJ-кафе:
Москва - Берлин, Москва - Рим, Пластилин, Титаник, Ротонда, Нео, Гараж, Скромное Обаяние Буржуазии, А клуб, Мон Кафе, Республика Бифитер, Крыша мира, Город, Газгольдер, Курвазье, Кетама, Шанти.
Участник :::
Музыкального проекта «Точка Пространства» с Эдуардом Артемьевым
Проекта «Храм Человека» с Эдуардом Артемьевым (не реализовано)
Телепрограммы «Электрошок» с Эдуардом и Артемом Артемьевыми
Первой техно акции в Москве «Gagarin Party»
Рейвов «Инстанция»
Многочисленных трансовых фестивалей и open air
II международного фестиваля DJ на острове Тенерифе
Sound design выставок, fashion show, презентаций, автосалонов
Sound design Саммита Даймлер Крайслер в Кремле
Sound design «Keanu Reeves Private Party» в Москве
Sound design премьеры фильма Фёдора Бондарчука «Обитаемый Остров»
Фестивалей:
«ГЭС», «Azov», «Gatecrasher», «Каzантип», «Kite Festival Jurby» (Чероногория)
Sound design театрализованных презентаций и шоу для компаний:
BMW, Martell, ТНК ВР, Infiniti, Mercedes-Benz, Tiffany & Co, Алроса, Bloomberg TV, Телеканал СТС, Staurino Frattelli, Keune Haircosmetics
Телевидение :::
1991 программа "Мандариновая Волна" Донецк ТВ (автор и ведущий)
1994  программа "Мандариновая Волна" Нижний Новгород ТВ (автор и ведущий)
2005  программа «Брать Живьем» O2TV (гость)
2003 – 2010 программа «Музыкальный Инстинкт» Щелково TV (гость) 
2007  программа «Стена» A-One TV (гость)
2008  программа "Герой города" телеканал "Столица" Москва (гость)
2010  программа «Ритм твоей ночи» TV Домодедово (гость)
2013 – 2016 программа  «Live» PDJ TV One (гость)
Автор и ведущий музыкальных радиопрограмм :::
«Мандариновая Волна»
радиопрограмма об электронной музыке
формат звучания: 1 раз в неделю |20 - 60 минут | прямой эфир/в записи
1990 - 1992 :: Всесоюзная радиостанция для детей и юношества Смена
1993           ::  радио Возрождение
1993 – 1997 ::  радио Надежда 104.2 FM
2013           ::  радио Шанти (Интернет вещание)
«Stellar»
радиопрограмма об электронной музыке
формат звучания:  1 раз в неделю | 30 – 60 минут | прямой эфир
1991 - 1993 :: радио Юность
1997           :: радио России
«Back To The Universe»
радиопрограмма об электронной музыке
формат звучания: 1 - 4 раза в неделю | 1–8 часов |прямой эфир | в записи
1992 - 1997, 1998 ::  радио Рокс 103 FM
1997            :: радио Престиж (HCH) 101.7FM 
1998 – 2001 ::  радио Станция 106.8 FM / 107 FM 
2001 – 2002 ::  радио Открытое 102.5 FM
2004 – 2005 ::  радио Динамит 101.2 FM
2006 – 2007 ::  радио Точка (Интернет вещание)
2015 – 2016 ::  радио Авторадио 103/2 FM (Арабские Эмираты)
2018 -- ::  VoxeRadio http://woxeradio.ru/
2023 -- по настоящее время интернет платформа САУНДСТРИМ
«Вертикальное Одиночество»
радиопрограмма о техно музыке
формат звучания: 1 раз в неделю | 120 минут | прямой эфир
2004 - 2005 :: радио Динамит 101.2 FM
«Big Ben Rock»
радиопрограмма о британской рок музыке
формат звучания: 1 раз в неделю | 60 минут | в записи
2001 - 2003 :: Открытое Радио 102.5 FM
«Джаз - Золотая Коллекция»
радиопрограмма о джазе
формат звучания: 4 раза в неделю | 20 минут | в записи
2004 :: Радио Jazz 89.1 FM
2006 ::  Радио Jazz 89.1 FM
«История Джаза»
радиопрограмма о джазе
формат звучания: 1 раз в неделю | 60 минут | в записи
2006 - 2007 :: Радио Jazz 89.1 FM
«На Слух: Джаз»
Радиоафиша о джазовых событиях в Москве
формат звучания: 10 раз в неделю | 1 минута | в записи
2012 - 2013 :: Радио Культура 91.6 FM
«Сны в Высоком Разрешении»
Фантастические рассказы под фантастическую музыку
формат звучания: 1 раз в неделю | 60 минут | в записи
2015 – 2016 ::  радио Авторадио 103/2 FM (Арабские Эмираты)
Активный участник и помощник в создании программ об электронной музыке «Луна-44», «Фаренгейт» и «Навигатор», которые в начале 90-х выходили в эфир на Радио России и Радио Маяк.
В эфире известен под именами: Сергей Тутов, Стеллар, Сергей Озон и Мартин Ландерс.
В разное время спонсорами некоторых радиопрограмм были известные торговые и инновационные компании. Среди них:
AMD (компьютерные технологии) :: Ахмад чай :: Политерм (климат-комфорт) :: Эзотерика (салон аппаратуры Hi-End)
Компании грамзаписи: Правительство Звука :: Only Records
Дискография :::
2011  CD   «Thinking About The Universe I» © Shanti Records
2009  CD   «Lator Live. Kazantip » © Правительство Звука
2008  2CD «Gaudi Club» ©) Gaudi Records
2007  CD  «Martin Landers' Christmas» © 22 Records 
2007  CD  «Lator On Air 01» ©) Shanti Records 
2007  CD  «Lator» © Shanti Records 
2007  CD  «Каzантип History. Мартин Ландерс. Z-16» © Правительство звука
2006  CD  «Каzантип History. Закаты Мартина Ландерса» © Правительство звука
2005  CD  «Вертикальное Одиночество - Куршавель» © Courchevel
2005  CD  «Back To The Universe 15 лет» © Shanti Records
2004  2CD «Back To The Universe 02»  © Promo
2003  CD  «Martell 200 лет в России»  © Martell
2002  CD  «BMW В Движении»  © Funf Records
1996  CD  «Back To The Universe 01» © Only Records
Выступал на сцене вместе с коллективами и артистами :::
Jazzanova | Shulman | Infected Mushroom | Astral Projection | KLF | Gabin | Biosphere | Timo Mass | Paul Oakenfold | Paul Van Dyk | Diana Ross | David Guetta | Jean-Philippe Papin | и многими другими
Ночные полёты оставили незабываемые впечатления у поклонников интеллектуальной электронной музыки. Это было явление, уникальное для российского радио.
1. ↑ Martin Landers | VK. Дата обращения: 20 апреля 2020. Архивировано 6 декабря 2019 года.